# Mănăstire benedictină
O mănăstire benedictină este o mănăstire construită și dedicată ordinului creștin benedictin. Mănăstirile benedictine au avut un rol mare în istoria Europei, și în special în cea a germaniei, în unele cazuri (cum ar fi cel al Abației Sfântului Blasiu) ajungând chiar să devină abații imperiale ale Sfântului Imperiu Roman.